# Friedemann Weise

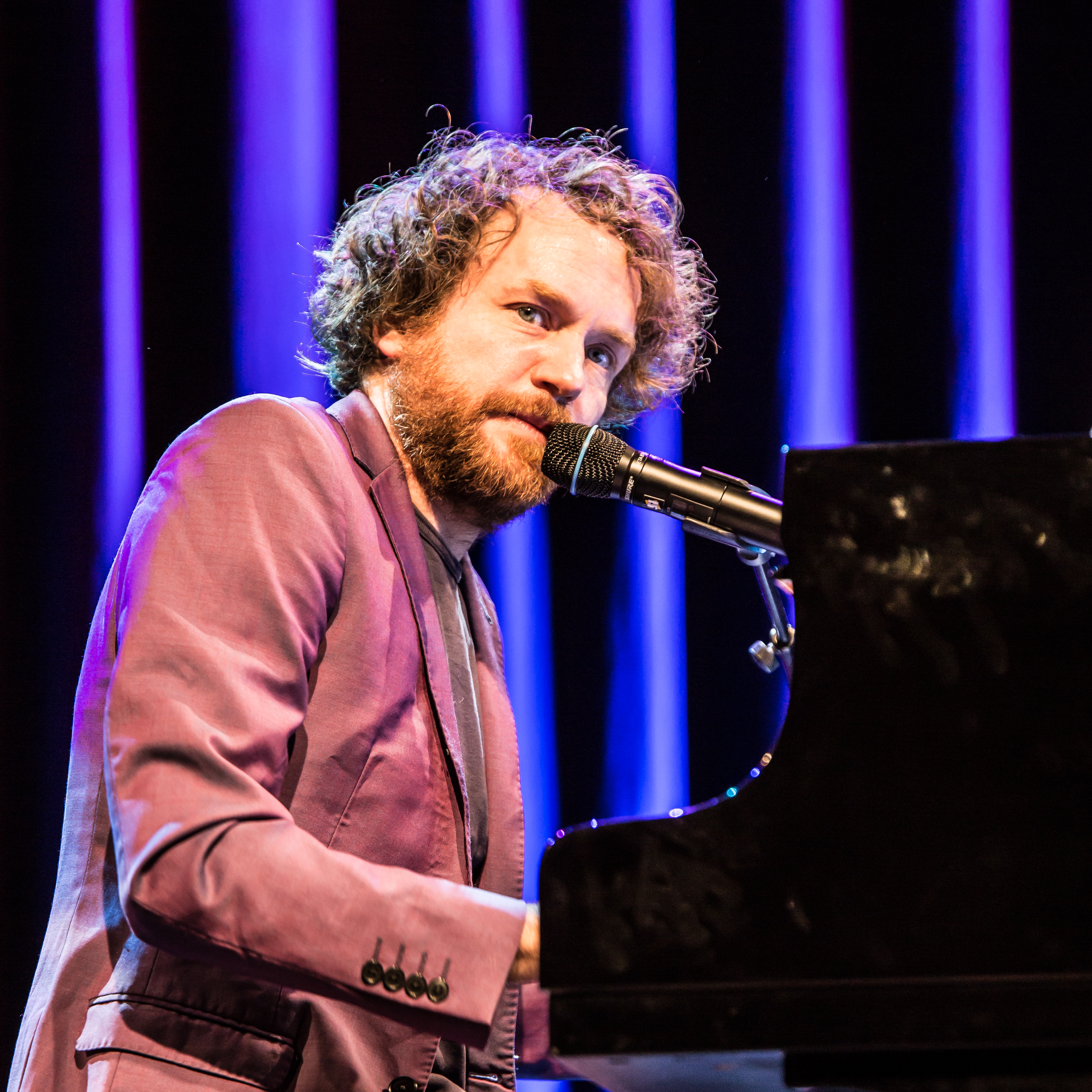
Friedemann Weise auf der Kulturbörse Freiburg 2018

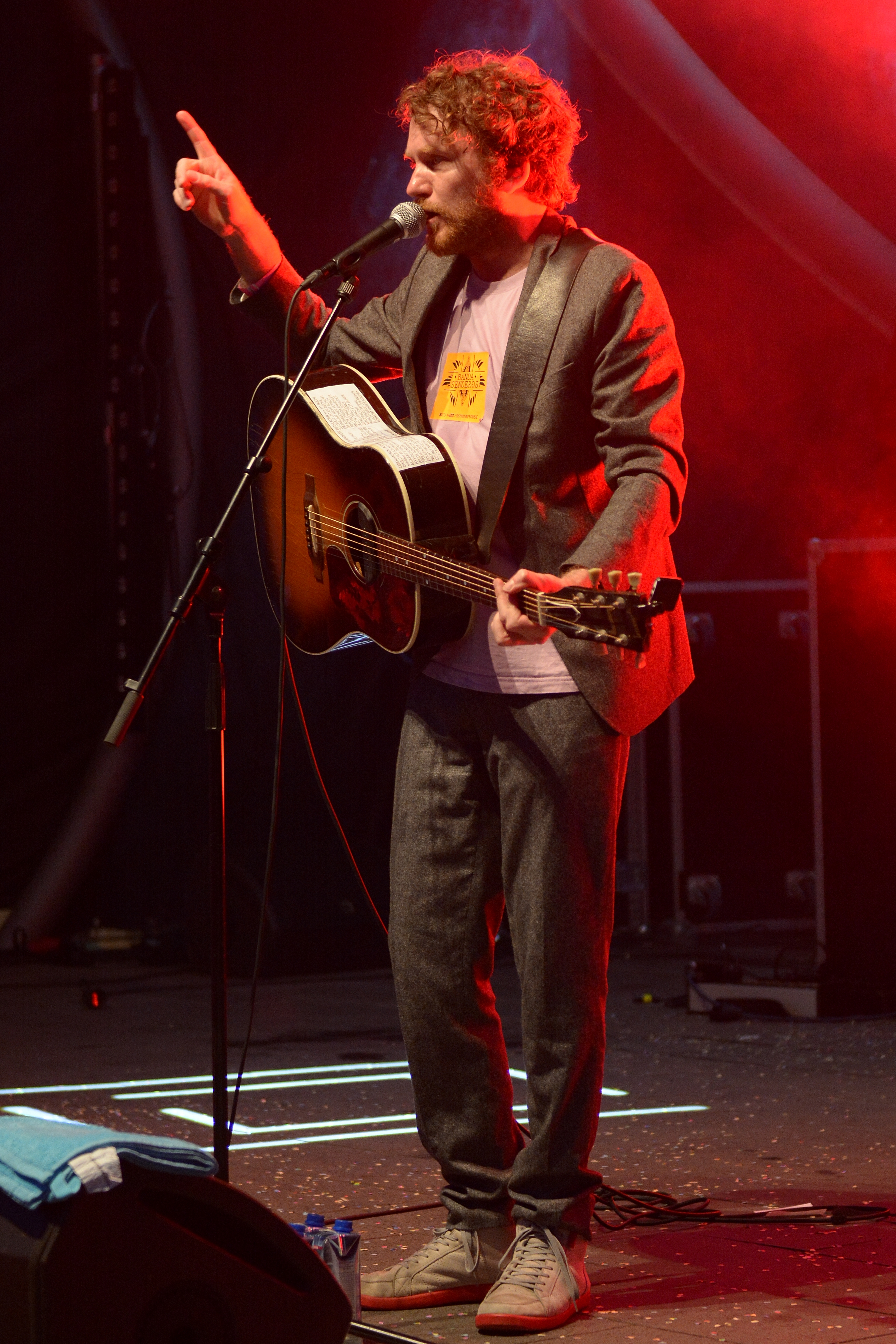
Friedemann Weise bei Bochum Total 2015

Friedemann Weise (* 3. Oktober 1973 in Gummersbach) ist ein deutscher Liedermacher, Satiriker und Autor aus Köln.

## Werk
Seinen Musikstil bezeichnet er selbst als „Satirepop“. Zwei Alben und eine EP erschienen beim Kabarett- und Comedy-Label „WortArt“. Weises Album Ein bisschen Friede (2010) wurde von Ekimas produziert, der u. a. schon für Erdmöbel und Peter Licht arbeitete. Das im August 2012 erschienene Album Friede allein zu Haus wurde von Ekimas co-produziert. Nach seinem ersten Soloprogramm Der große Kleinkunstschwindel ist Weise seit November 2016 mit seinem Soloprogramm Die Welt aus der Sicht von schräg hinten in Deutschland auf Tour. Seine Fotowitze und Videos werden unter anderem von Spiegel Online und NDR extra3 veröffentlicht, die Fotokolumne „Fotos zum Lesen“ bei der Kölner StadtRevue. Fast täglich postet Weise News, Sprüche und Bildwitze auf seiner Facebook-Seite.
Weise spielte in der Saison 2015/16 in der Kabarettbundesliga.
Seit November 2017 ist er in der Satiresendung heute-show zu sehen, insbesondere mit einer eigenen Rubrik Ratschläge in die Fresse.
Zudem liefert er für die WDR-Hörfunk-Sendung Satire Deluxe jeden Samstag von ihm selbst mit verstellter Stimme eingesprochene Mehr-Personen-Sketche. 

## Auszeichnungen (Auswahl)
- 2013: Passauer Scharfrichterbeil (1. Platz)
- 2013: Stuttgarter Comedy Clash (1. Platz)
- 2013: Trierer Comedy Slam (1. Platz)
- 2014: Hamburger Comedy Pokal (2. Platz)
- 2015: Prix Pantheon (Finalist)
- 2015: Tegtmeiers Erben (Jurypreis)
- 2016: Hölzerner Stuttgarter Besen[1]
- 2021: Lorscher Abt (Jurypreis)
- 2024: Deutscher Kleinkunstpreis in der Sparte Kleinkunst[2]

## Soloprogramm
- 1. Soloprogramm Der große Kleinkunstschwindel 2013–2016
- 2. Soloprogramm Die Welt aus der Sicht von schräg Hinten seit 2016
- 3. Soloprogramm "Bingo – Drei Akkorde, die Wahrheit und andere Lügen” seit 2019

## Diskographie
- EP: Proberaumdemo (2006)
- EP: EP (2007)
- Album: Friedemann Weise (2008)
- Album: Ein bisschen Friede (2010)
- EP: Keine Songwriter (2011)
- Album: Friede allein zu Haus (2012)
- Album Das Weise Album (2020), bei Hansa Records (Unterlabel „Der andere Song“)[3]

## Publikation
- Die Welt aus der Sicht von schräg hinten. Premiumquatsch, Ullstein Taschenbuch: Berlin 2016. ISBN 978-3-548-37661-5